# Gens Maria

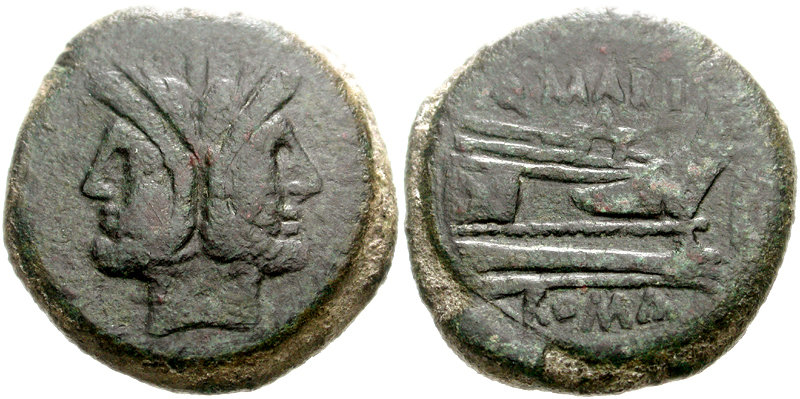
Moneda de la República Romana, Q. Marius. 189-180 BC. Æ As (33mm, 32.64 g, 6h).n

La gens Maria fue una familia plebeya de la Antigua Roma. Su miembro más celebrado fue Cayo Mario, uno de los generales más grandes de la antigüedad, y siete veces cónsul.

## Origen de la gens
El nomen Marius parece ser derivado del praenomen osco Marius, en cuyo caso la familia es probablemente de origen sabina o samnita.

## Praenomina utilizados por la gens
Los Marii de la República utilizaron los praenomina Marcus, Gaius, Lucius, Quintus, y Sextus. Publius, y Titus se encuentra en tiempo imperial.

## Ramas y cognomina de la gens
Los Marii de la República nunca se dividieron en familias, aunque en el curso del tiempo, más especialmente bajo los emperadores, muchos de los Marii adoptaron apellidos. En monedas encontramos los cognomina Capito y Trogus, pero la identidad de los individuos que llevaron estos nombres es incierta.